# 등억알프스로
등억알프스로(Deungeogalpeuseu-ro)는 울산광역시 울주군 삼남읍 교동리와 상북면 등억리를 연결하는 도로이다.

## 연혁
- 2015년 5월 14일 : 등억알프스로로 도로명 변경

## 노선 경로
- 작천정삼거리 - 반구대로 (국도 제35호선)
- 삼거리 명칭 미상 - 자수정로
- 상북면 등억리 진입 끝 (간월자연휴양림)

## 같이 보기
- 간월산
- 영남알프스